# قرية حراضة التراثية

قرية حراضة التراثية هي قرية تراثية تقع على بعد 90 كم إلي الشمال الغربي من مدينة ليلى القديمة جنوب مدينة الرياض.

## وصف القرية
تميز القرية بجمالها وتفردت بشكل نسيجها العمراني الذي يأتي متوائماً مع طبيعة الأرض المنحدرة على سفح الجبال، فقد تم بناء البيوت بشكل متدرج مع الانحدار الجبلي وشكلت بعض مبانيها حصوناً ومراقب بسبب ارتفاعها الطبيعي عن الأرض وإشرافها على مساحات واسعة حولها، وتأتي البيوت متماسكة تتخللها ممرات وأزقة تعكس الحالة الاجتماعية وتقارب السكان فيما بينهم، وكذلك لحماية القرية من أي خطر خارجي بحيث يصعب اختراقها، إضافة إلى التماشي مع الطبيعة المناخية الجافة والحارة صيفاً والباردة شتاءً، فهو أسلوب يقلل السطوح المعرضة للشمس وتخفيف أثار الرياح والعواصف.
ويوجد في القرية بعض المباني المميزة كمبنى مجلس البلدة والمسجد الجامع والمدرسة وقصر ساقة، إضافة إلى العديد الآبار المطوية والسواني وسور لحماية البلدة، وحصون وأبراج للمراقبة والدفاع.
وتتسم مباني القرية بالبساطة حيث لا يتجاوز ارتفاع مبانيها عن الطابقين، وتتبع بأسلوبها خصائص المباني في المنطقة الوسطى، ويأخذ المسقط الأفقي الشكل المستطيل، ويتألف البيت من العناصر التقليدية حيث نجلد مجلس الرجال وغرف النوم والعائلة والروشن والحوش والموقد أو المطبخ والمخازن والخدمات، وقد استخدمت عناصر معمارية وزخرفة لتزيين البيوت والواجهات من نقوش وزخارف جصية هندسية ونباتية تزين غرف الاستقبال خاصة، إضافة إلى الشرفات والفتحات المثلثية والحيات في الواجهات، اما فيما يخص النوافذ فهي ضيقة ومرتفعة في الواجهات مستطيلة الشكل غالباً، ويعلو بعضها نصف القوس.
استخدمت مواد البناء الطبيعية في إنشاء الأبنية، حيث استخدم الطين على شكل لبن مصبوب بقوالب على الجدران لأساسات من الحجر، وتم تشييد الأسقف من جذوع الأشجار الأثل كجسور حاملة لطبقة من جريد وسعف النخيل مع الطين لمنع تسرب مياه الأمطار.

### ملخص مكونات الموقع
- أساسات من الحجر.
- الأسقف الخشبية مصنوعة من الأثل المغطى بسعف النخيل وطبقة من خليط الطين والتبن.
- المباني مغطاة بطبقة من اللياسة الخارجية خليط من الطين والتبن.
- فتحات الشبابيك مستطيلة الشكل.
- الأبواب الرئيسة للمباني خشبية وتعلوها اعتاب من الخشب.
- تتنوع ارتفاع المباني مابين طابق إلى طابقين يبدأ من 3.5 إلى 7 متر شامل أرتفاع الدروة.[2]